# Жіноча юніорська збірна Канади з хокею із шайбою
Жіноча юніорська збірна Канади з хокею із шайбою (англ. Canada women's national under-18 ice hockey team) — національна жіноча юніорська команда Канади з хокею із шайбою, що представляє країну на міжнародних змаганнях. Одна із домінуючих збірних у жіночому світовому хокеї. Управління збірною здійснюється асоціацією Хокей Канади. Хокеєм у країні займається понад вісімдесят тисяч жінок.

## Виступи на чемпіонатах світу
| Рік  | І                                                  | В                                                  | П                                                  | Н                                                  | ШЗ                                                 | ШП                                                 | О                                                  | Місце                                              |
| ---- | -------------------------------------------------- | -------------------------------------------------- | -------------------------------------------------- | -------------------------------------------------- | -------------------------------------------------- | -------------------------------------------------- | -------------------------------------------------- | -------------------------------------------------- |
| 2008 | 5                                                  | 4                                                  | 1                                                  | 0                                                  | 47                                                 | 9                                                  | 12                                                 | 2                                                  |
| 2009 | 5                                                  | 4                                                  | 1*                                                 | 0                                                  | 43                                                 | 5                                                  | 13                                                 | 2                                                  |
| 2010 | 5                                                  | 5^                                                 | 0                                                  | 0                                                  | 44                                                 | 7                                                  | 14                                                 | 1                                                  |
| 2011 | 5                                                  | 4                                                  | 1                                                  | 0                                                  | 31                                                 | 8                                                  | 12                                                 | 2                                                  |
| 2012 | 5                                                  | 5                                                  | 0                                                  | 0                                                  | 36                                                 | 1                                                  | 15                                                 | 1                                                  |
| 2013 | 5                                                  | 5^                                                 | 0                                                  | 0                                                  | 24                                                 | 4                                                  | 14                                                 | 1                                                  |
| 2014 | 5                                                  | 5^                                                 | 0                                                  | 0                                                  | 25                                                 | 2                                                  | 14                                                 | 1                                                  |
| 2015 | 5                                                  | 3                                                  | 2**                                                | 0                                                  | 16                                                 | 9                                                  | 11                                                 | 2                                                  |
| 2016 | 5                                                  | 3                                                  | 2**                                                | 0                                                  | 23                                                 | 9                                                  | 11                                                 | 2                                                  |
| 2017 | 5                                                  | 4†                                                 | 1                                                  | 0                                                  | 17                                                 | 8                                                  | 11                                                 | 2                                                  |
| 2018 | 6                                                  | 3                                                  | 3*                                                 | 0                                                  | 21                                                 | 15                                                 | 10                                                 | 3                                                  |
| 2019 | 5                                                  | 4^^                                                | 1                                                  | 0                                                  | 16                                                 | 10                                                 | 10                                                 | 1                                                  |
| 2020 | 5                                                  | 4†                                                 | 1*                                                 | 0                                                  | 14                                                 | 7                                                  | 12                                                 | 2                                                  |
| 2021 | Турнір було скасовано IIHF через пандемію COVID-19 | Турнір було скасовано IIHF через пандемію COVID-19 | Турнір було скасовано IIHF через пандемію COVID-19 | Турнір було скасовано IIHF через пандемію COVID-19 | Турнір було скасовано IIHF через пандемію COVID-19 | Турнір було скасовано IIHF через пандемію COVID-19 | Турнір було скасовано IIHF через пандемію COVID-19 | Турнір було скасовано IIHF через пандемію COVID-19 |
| 2022 | 6                                                  | 4                                                  | 2                                                  | 0                                                  | 15                                                 | 13                                                 | 12                                                 | 1                                                  |
| 2023 | 5                                                  | 5†                                                 | 0                                                  | 0                                                  | 28                                                 | 5                                                  | 14                                                 | 1                                                  |
| 2024 | 6                                                  | 5                                                  | 1                                                  | 0                                                  | 45                                                 | 6                                                  | 15                                                 | 3                                                  |
| 2025 | 6                                                  | 6                                                  | 0                                                  | 0                                                  | 40                                                 | 5                                                  | 18                                                 | 1                                                  |

*Включає в себе одну поразку в додатковий час (в плей-оф раунд)

† Включає в себе одну перемогу в додатковий час (в плей-оф раунд, попередньому раунді)

**Включає в себе дві поразки в додатковий час (в плей-оф раунд та у попередньому раунді)

^^Включає в себе дві перемоги в додатковий час (в плей-оф раунд та у попередньому раунді)